# Deutsche Olympische Akademie Willi Daume
Die Deutsche Olympische Akademie Willi Daume (DOA) ist ein am 4. Mai 2007  gegründeter Sportförderverein mit Sitz in Frankfurt am Main. Ein Vorläufer war das Deutsche Olympische Institut.

## Geschichte
Die Deutsche Olympische Akademie Willi Daume (DOA) wurde am 4. Mai 2007 in Frankfurt am Main unter Beisein von Thomas Bach (seinerzeit Vorsitzender des Deutschen Olympischen Sportbundes, später Präsident des Internationalen Olympischen Komitees), dem damaligen hessischen Ministers des Innern und für Sport, Volker Bouffier und der damaligen Frankfurter Oberbürgermeisterin Petra Roth gegründet. Die nach dem Sportfunktionär Willi Daume benannte Einrichtung entstand durch die Zusammenlegung der Aufgaben und Mittel des Deutschen Olympischen Instituts und des Kuratoriums Olympische Akademie und Olympische Erziehung des früheren Nationalen Olympischen Komitees für Deutschland sowie der Willi-Daume-Stiftung.
Zur ersten DOA-Vorsitzenden wurde auf der Gründungsveranstaltung Gudrun Doll-Tepper gewählt, Helmut Altenberger (als stellvertretender Vorsitzender), Hans-Peter Krämer (als Schatzmeister) sowie als Manfred Lämmer, Sylvia Schenk, Klaus Schormann und Ingo Weiss (jeweils als Beisitzer) fanden ebenfalls Aufnahme in den ersten Vorstand der Akademie.

## Aufgaben
Die Akademie versteht sich als Förderer „des Sports in seinen unterschiedlichen Facetten und Ausprägungen und insbesondere der Olympischen Idee“, sie erhebt einen wissenschaftlichen Anspruch und zielt auf eine breite öffentliche Wirkung. Im Mittelpunkt steht die Beschäftigung mit „Sinn- und Grundsatzfragen der Olympischen Bewegung“, darunter geschichtliche, politische, soziale, wirtschaftliche und kulturelle Punkte. Die Zielerreichung soll durch Veranstaltungen, Projekte wie Ausstellungen und Wettbewerbe, Maßnahmen und Bildungsangebote (etwa Arbeitsmaterialien für Lehrende und Lernende wie die Broschüren „Olympia ruft: Mach mit!“), durch Stellungnahmen zu Fragen des olympischen Sports und weitere Veröffentlichungen sowie eine beratende Funktion dem Deutschen Olympischen Sportbund und anderer Einrichtungen gegenüber erfolgen.
Zu den Unterstützern der Arbeit der Deutschen Olympischen Akademie Willi Daume zählen neben anderen die Regierung des Bundeslandes Hessen, zu den Mitgliedern der Akademie gehören zahlreiche Landessportverbänden, Sportfachverbände und weitere deutsche Sportorganisationen und -einrichtungen.

## Veranstaltungen
Die Deutsche Olympische Akademie Willi Daume ist unter anderem Kooperationspartner von Sportveranstaltungen wie „Jugend trainiert für Olympia“ und „Jugend trainiert für Paralympics“, ist an der Durchführung von Olympischen Jugendlagern beteiligt und führt Aus- sowie Fortbildungsveranstaltungen für Studierende und Lehrende durch.